# طلعت تونتشالب
طلعت تونتشالب (بالتركية: Talat Tunçalp)‏ (و. 1915 – 2017 م) هو راكب دراجة هوائية من تركيا. شارك في ألعاب أولمبية صيفية 1948، وألعاب أولمبية صيفية 1936.
توفي عن عمر يناهز 101عاماً.

## روابط خارجية
- طلعت تونتشالب على موقع إحصائيات الدراجات الإحترافية (الإنجليزية)
- طلعت تونتشالب على موقع أوليمبيديا (الإنجليزية)